# África Oriental Alemana
El África Oriental Alemana (en alemán: Deutsch-Ostafrika) era una colonia alemana en la región africana de los Grandes Lagos, que incluía a los actuales Burundi, Ruanda y Tanganica, la parte continental de Tanzania. Tenía una extensión de 994.996 km², que era casi tres veces el área de la Alemania actual, y el doble del área de la Alemania metropolitana en ese momento.
La colonia se organizó cuando, a finales de la década de 1880, se pidió al ejército alemán que sofocara una revuelta contra las actividades de la Compañía Alemana del África Oriental y desapareció tras la derrota de la Alemania imperial en la Primera Guerra Mundial. Finalmente, el protectorado se dividió entre el Reino Unido, Bélgica y Portugal y se reorganizó como un mandato de la Sociedad de Naciones en el tratado de Versalles de 1919.

## Historia

### Fundación
La historia de la colonia comienza cuando Carl Peters, un aventurero que había fundado la Compañía Alemana del África Oriental (Deutsch-Ostafrikanische Gesellschaft), firmó tratados con varios jefes nativos del continente frente a Zanzíbar. El 3 de marzo de 1885, el gobierno alemán anunció que había concedido un permiso imperial (que fue firmado por el canciller Otto von Bismarck el 27 de febrero) a la compañía de Peters y pretendía establecer un protectorado en el África Oriental. Luego, Peters reclutó a varios especialistas que comenzaron a explorar el país hacia el sur hasta el río Rufiji y al norte hasta Witu, cerca de Lamu en la costa.
El sultán de Zanzíbar protestó, afirmando que él era el gobernante tanto de Zanzíbar como del continente. El canciller alemán Bismarck envió cinco buques de guerra (entre los que se encontraban las corbetas blindadas SMS Stosch, Gneisenau y Prinz Adalbert), que llegaron el 7 de agosto de 1885 y dispararon contra el palacio del sultán. Los británicos y los alemanes acordaron dividir el continente en esferas de influencia, y el sultán no tuvo más remedio que aceptar.

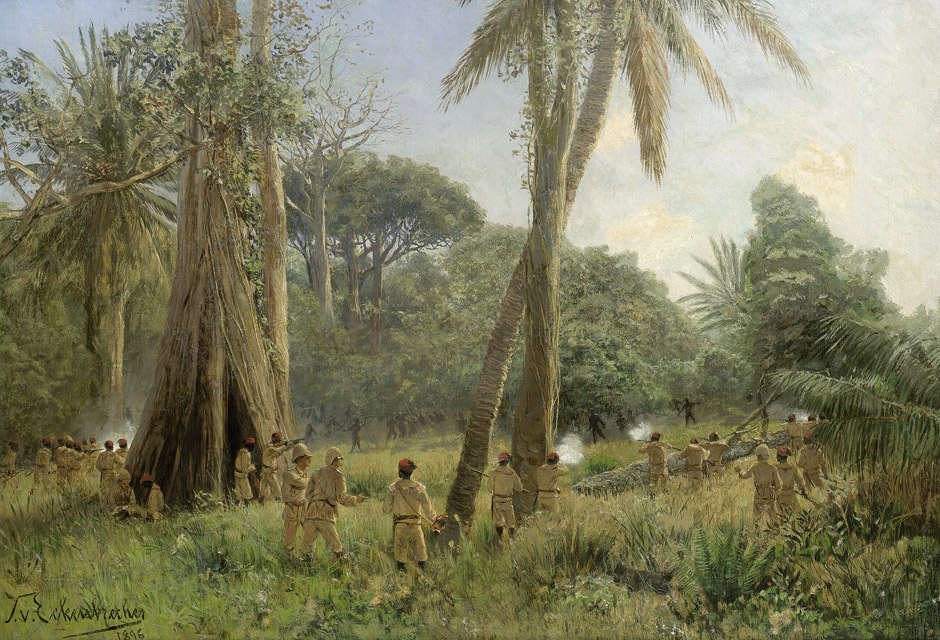
Soldados askari bajo el mando alemán, 1896.

Los alemanes se establecieron rápidamente en Bagamoyo, Dar es-Salam y Kilwa. Las caravanas de Tom von Prince, Wilhelm Langheld, Emin Pasha y Charles Stokes fueron enviadas a dominar "la ruta de las caravanas". La revuelta Abushiri, que comenzó en 1888, fue sofocada (con ayuda británica) al año siguiente. En 1890, Londres y Berlín concluyeron el tratado Heligoland-Zanzíbar, que devolvió Heligoland a Alemania y definió la frontera entre el África Oriental Alemana y el Protectorado de África Oriental controlado por Gran Bretaña, aunque los límites exactos permanecieron sin fijarse hasta 1910.
Entre 1891 y 1894 el pueblo Hehe, dirigido por el jefe Mkwawa, se resistió a la expansión alemana, pero finalmente fueron derrotados porque las tribus rivales apoyaban a los alemanes. Tras un periodo de guerra de guerrillas, el propio Mkwawa fue acorralado y se suicidó en 1898.

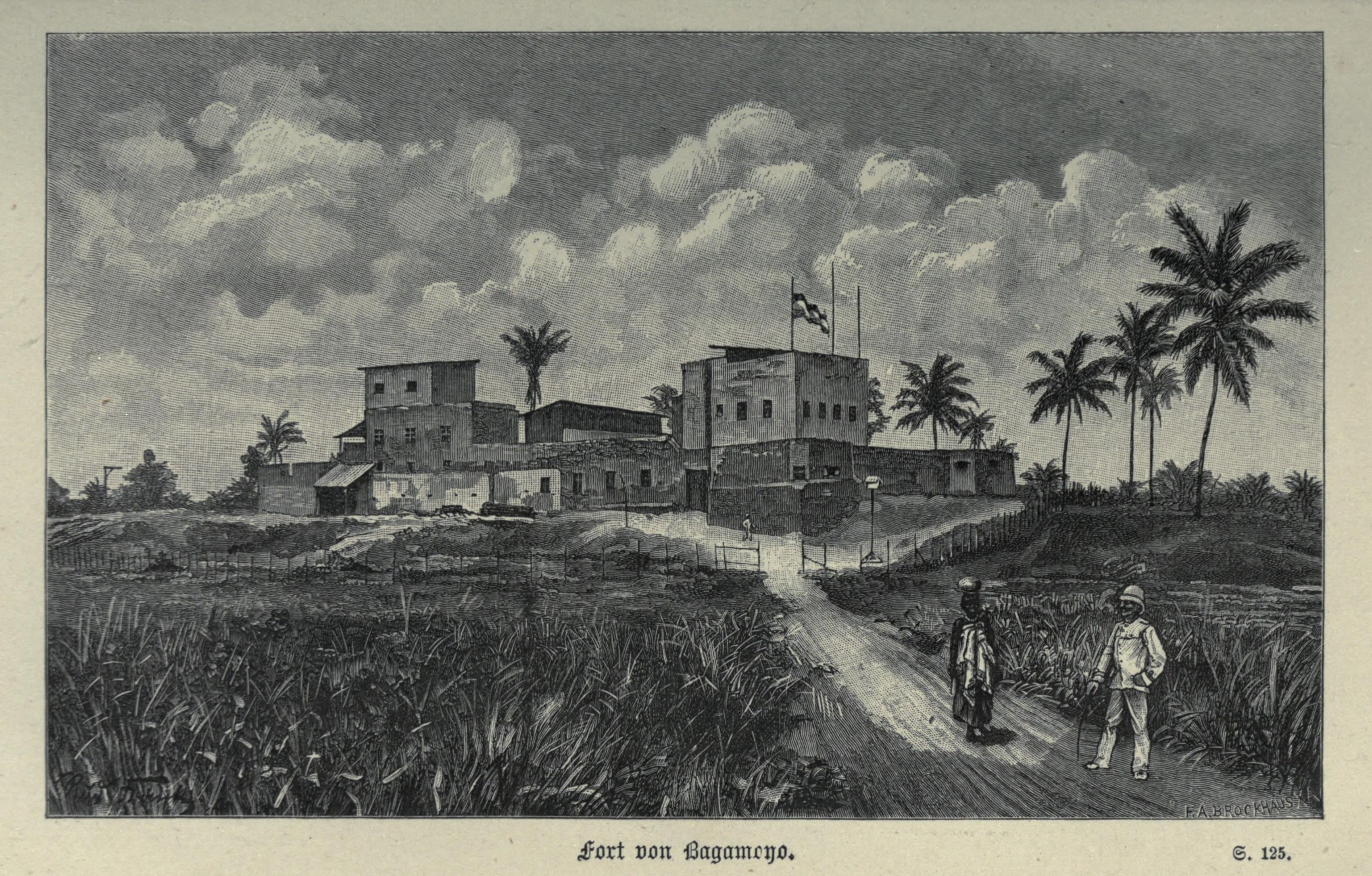
Fuerte Bagamoyo, aprox. 1891.

La rebelión Maji Maji tuvo lugar en 1905 y fue sofocada por el conde Adolf von Götzen. Pronto llegaron los escándalos, con historias de corrupción y brutalidad, y en 1907 Bernhard von Bülow nombró a Bernhard Dernburg para que reformase la administración colonial, que se convirtió en un modelo de eficiencia y obtuvo una extraordinaria lealtad de los nativos durante la Primera Guerra Mundial.
En la colonia, los alemanes fueron siempre pocos y confiaron en los jefes nativos para mantener el orden, recoger los impuestos y organizar granjas de cultivos como el algodón, el café y el sésamo. Para el 1 de enero de 1914, aparte de la policía local, las guarniciones militares de las Schutztruppen (tropas protectoras) en Dar es-Salaam, Moshi, Iringa y Mahenge contaban con 110 oficiales alemanes (incluidos 42 oficiales médicos), 126 oficiales no comisionados y 2.472 askari (hombres enlistados nativos). : 32 

### Desarrollo económico

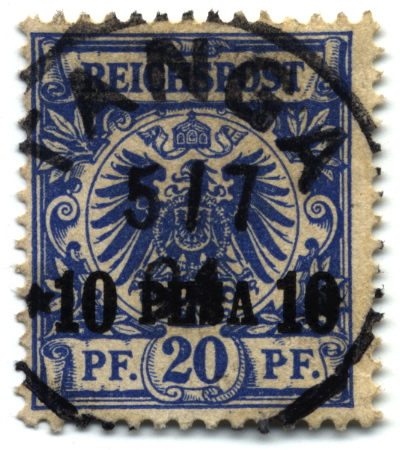
10 pesa sobreimpreso en 20 pfennig de 1893, usado el 5 de julio de 1894 en Tanga.

Los alemanes promovieron el comercio y el crecimiento económico. Más de 100.000 acres (40.000 ha) fueron sometidos a cultivo de sisal, que fue el cultivo comercial más importante. Se plantaron dos millones de cafetos, los árboles de caucho crecieron en 200.000 acres (81.000 ha), y hubo grandes plantaciones de algodón.
Para llevar estos productos agrícolas al mercado, a partir de 1888 se construyó el ferrocarril Usambara desde Tanga hasta Moshi. El ferrocarril central cubrió 1.247 km y unía Dar es-Salaam, Morogoro, Tabora y Kigoma. El enlace final a la orilla oriental del lago Tanganica se completó en julio de 1914 y fue motivo de una celebración inmensa y festiva en la capital con una feria agrícola y una exposición comercial. Las instalaciones portuarias se construyeron o mejoraron con grúas eléctricas, con acceso ferroviario y almacenes. Los muelles fueron remodelados en Tanga, Bagamoyo y Lindi. En 1912, Dar es-Salaam y Tanga recibieron 356 cargueros y vapores de pasajeros, y más de 1000 barcos costeros y buques mercantes locales.: 30  Dar es-Salaam se convirtió en la ciudad vitrina de toda el África tropical. : 22  En 1914, Dar es-Salaam y la provincia circundante tenían una población de 166.000 habitantes, entre ellos 1000 alemanes. En toda el África Oriental Alemana había 3.579 alemanes.: 155 
La minería de oro en Tanzanía en los tiempos modernos se remonta al período colonial alemán, comenzando con los descubrimientos de oro cerca del lago Victoria en 1894. La Kironda-Goldminen-Gesellschaft fundó una de las primeras minas de oro en la colonia, la Mina de Oro Sekenke, que empezó a funcionar en 1909 después de encontrar oro allí en 1907.
El África Oriental Alemana era la colonia más poblada del Imperio alemán, había más de 7,5 millones de habitantes locales en comparación con unos 10 000 europeos, que residían principalmente en lugares costeros y residencias oficiales. En 1913, solo 882 agricultores alemanes vivían en la colonia. Cerca de 70.000 africanos trabajaron en las plantaciones de la colonia.

### Primera Guerra Mundial

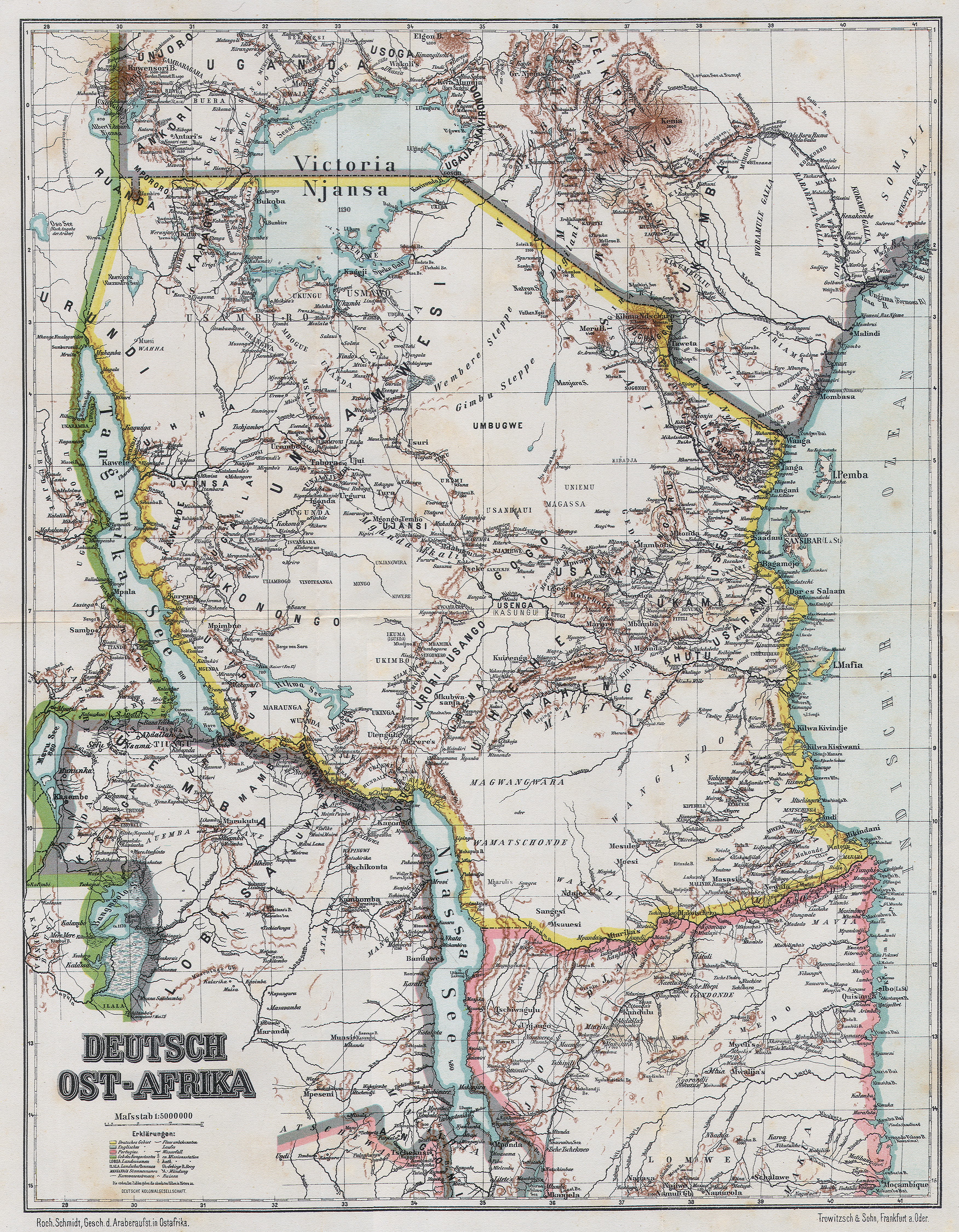
África Oriental Alemana en 1892.

La historia del África Oriental Alemana durante la Primera Guerra Mundial es básicamente la historia del comandante militar de la misma, el general Paul von Lettow-Vorbeck, que anteriormente había prestado servicios en el África del Sudoeste Alemana y en Kamerun. Con un grupo de 3.500 europeos y 12.000 nativos askaris, von Lettow-Vorbeck dirigió al ejército alemán frente a las fuerzas del Imperio británico de unos 40.000 efectivos, comandadas por el excomandante de la segunda guerra bóer, Jan Smuts. Una de sus victorias más importantes fue la de la batalla de Tanga (3 a 5 de noviembre de 1914), donde derrotó a unas fuerzas británicas ocho veces superiores.
La guerra de guerrillas de von Lettow-Vorbeck obligó a Gran Bretaña a dedicar recursos significativos a un teatro colonial menor durante la guerra e infligió más de 10 000 bajas. Finalmente, la superioridad numérica, especialmente después de que fuerzas provenientes del Congo Belga atacaran desde el oeste (batalla de Tabora), y la disminución de los suministros obligó a von Lettow-Vorbeck a abandonar la colonia. Se retiró al sur del Mozambique portugués, luego a Rodesia del Norte, donde acordó un alto el fuego tres días después del final de la guerra y tras recibir noticias del armisticio en Europa. Fue el único frente en el que Alemania no sufrió derrota alguna durante la guerra.
Lettow-Vorbeck fue aclamado después de la guerra como uno de los héroes de Alemania. Su Schutztruppe se celebró como la única fuerza colonial alemana durante la Primera Guerra Mundial que no fue derrotada en combate abierto, aunque a menudo se retiraron cuando fueron superados en número. Las tropas coloniales de los askari, que habían combatido en la campaña de África Oriental, recibieron luego pagos de pensión de la República de Weimar y Alemania Occidental.

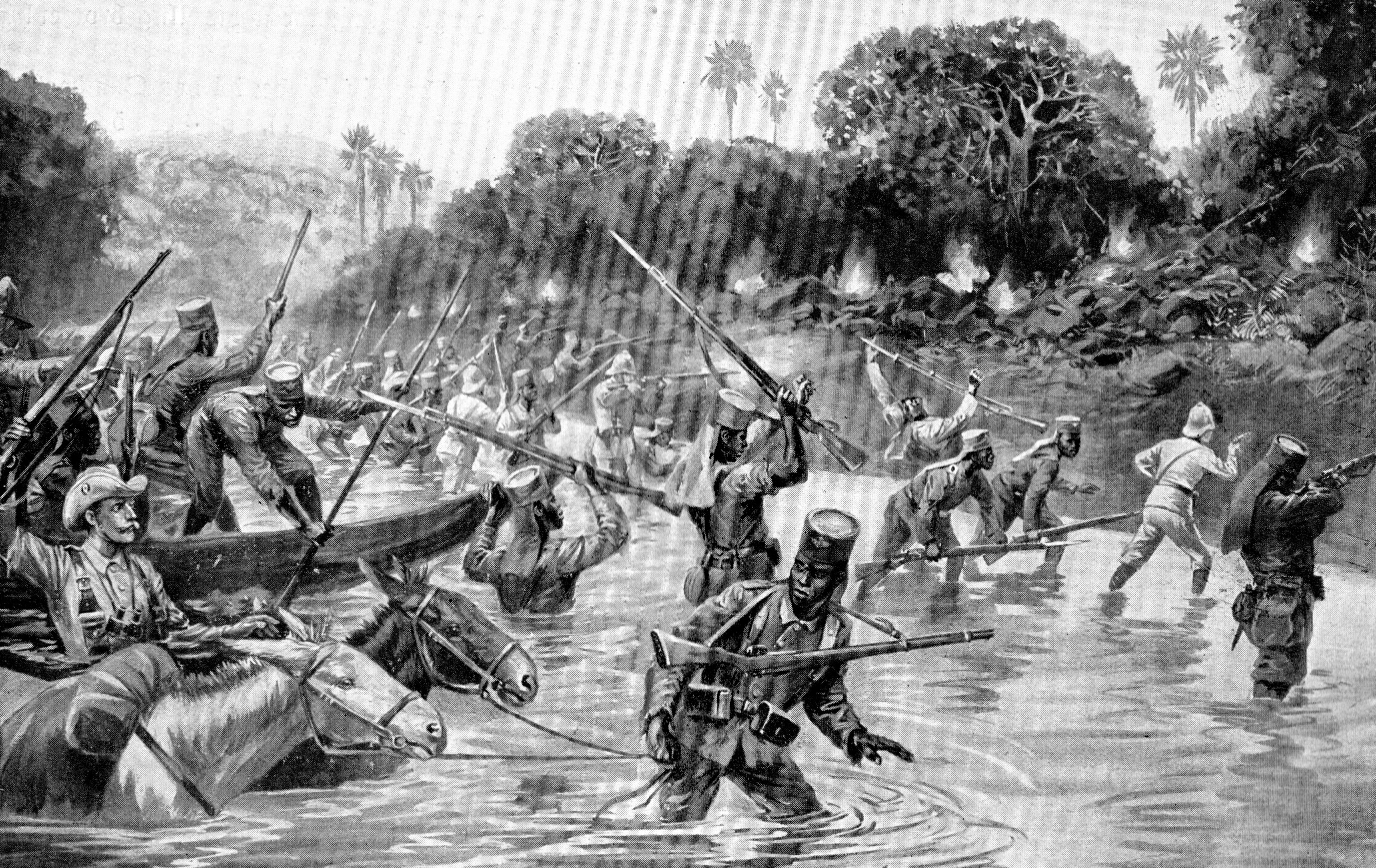
Los portugueses siendo flanqueados por los alemanes, mientras acampaban en Ngomano el 25 de noviembre de 1917.

El crucero ligero SMS Königsberg también combatió en la costa de la región africana de los Grandes Lagos. Finalmente, se hundió en el delta del Rufiji en julio de 1915 después de quedarse sin carbón y piezas de repuesto; posteriormente fue bloqueado y bombardeado por los británicos. La tripulación superviviente retiró las armas restantes del barco y las montó en vagones al efecto, antes de unirse a las fuerzas terrestres, lo que aumentó considerablemente su eficacia.
Una campaña de menor envergadura se desarrolló en la orilla sur del lago Tanganica durante 1914-15. Esto implicó la creación de una improvisada flotilla británica y belga, y la guarnición de Reichsheer en Bismarckburg (actual Kasanga).[cita requerida]

### Desintegración de la colonia
El 7 de mayo de 1919, el Consejo Supremo de la Conferencia de Paz de París otorgó todo el África Oriental Alemana a Gran Bretaña con las extenuantes objeciones de Bélgica.: 240  El secretario colonial británico, Alfred Milner, y el ministro plenipotenciario de Bélgica para la conferencia, Pierre Orts, negociaron luego el acuerdo anglo-belga del 30 de mayo de 1919, en el que Gran Bretaña cedió a Bélgica los distritos noroccidentales de Ruanda-Urundi.: 618–9  : 246  La Comisión de Mandatos ratificó este acuerdo el 16 de julio de 1919.: 246–7  El Consejo Supremo aceptó el acuerdo el 7 de agosto de 1919. : 612–3 
El 12 de julio de 1919, la Comisión de Mandatos acordó que el pequeño Triángulo de Kionga al sur del río Rovuma se entregaría a Portugal,: 243  y finalmente se convertiría en parte del Mozambique independiente. La comisión razonó que Alemania había forzado virtualmente a Portugal a ceder el triángulo en 1894.: 243 
El tratado de Versalles se firmó el 28 de junio de 1919, aunque no entró en vigor hasta el 10 de enero de 1920. En esa fecha, el África Oriental Alemana fue transferida oficialmente a Gran Bretaña, Bélgica y Portugal. También en esa fecha, Tanganica se convirtió en el nombre del territorio británico.

## Gobernadores
Los gobernadores de África Oriental Alemana fueron los siguientes:
- 1885–1888: Carl Peters (Reichskommissar)
- 1888–1891: Hermann Wissmann (Reichskommissar)
- 1891–1893: Julius von Soden
- 1893–1895: Friedrich von Schele
- 1895–1896: Hermann Wissmann
- 1896–1901: Eduard von Liebert
- 1901–1906: Gustav Adolf von Götzen
- 1906–1912: Albrecht von Rechenberg
- 1912–1918: Heinrich Schnee

## Símbolos planeados para África Oriental Alemana
En 1914 se hicieron una serie de borradores para la proposición de banderas y escudos de armas para las colonias alemanas. Sin embargo, la Primera Guerra Mundial se desató antes de que los diseños se terminaran y se implementaran. Tras la derrota en la guerra, Alemania perdió todas sus colonias y por lo tanto, los símbolos nunca se pusieron en uso. 